# Quimereu
Quimereu (en grec antic Χιμαιρεύς), segons la mitologia grega, va ser un fill del gegant Prometeu i de la filla d'Atlas, Celeno. Era germà de Deucalió.
Un altre germà seu és Licos. Quimereu i Licos van ser enterrats a Troia. Una pesta devastava Lacedemònia i es va consultar l'oracle d'Apol·lo, que va dir que l'epidèmia no s'acabaria fins que un noble lacedemoni no hagués estat ofert en sacrifici damunt de la tomba dels fills de Prometeu. Això passà abans de la guerra de Troia. Menelau es va dirigir a Troia i va oferir el sacrifici. A Troia va rebre l'hospitalitat de Paris, i així va començar la seva relació.